# Lijst van vlaggen van Azië
Dit artikel geeft een overzicht van internationale en nationale vlaggen in Azië.

## Vlaggen van internationale organisaties

Vlag van de Arabische Liga
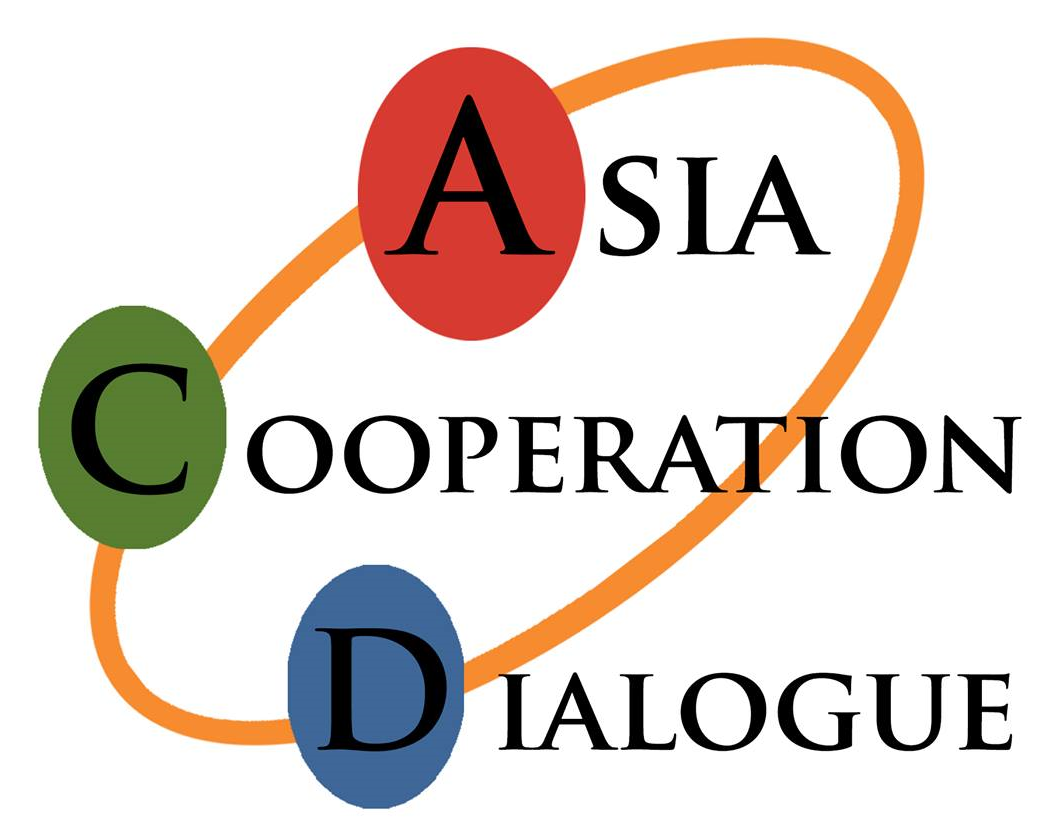
Vlag van Asia Cooperation Dialogue
Vlag van de ASEAN
Vlag van de Euraziatische Economische Gemeenschap
Vlag van het Gemenebest van Naties
Vlag van de Gemeenschap van Portugeessprekende landen
Vlag van het Gemenebest van Onafhankelijke Staten
Vlag van de Organisatie van olie-exporterende landen
Vlag van de Organisatie van de Islamitische Conferentie
Vlag van de Organisatie van Turkse Staten
Vlag van de Samenwerkingsraad van de Arabische Golfstaten

## Vlaggen van staten

### Vlaggen van staten
| Kaart | Land                         | Vlag | Artikel over de vlag                     | Ratio        | Ingebruikname     |
| ----- | ---------------------------- | ---- | ---------------------------------------- | ------------ | ----------------- |
|       | Afghanistan                  |      | Vlag van Afghanistan                     | 1:2          | 15 augustus 2021  |
|       | Armenië                      |      | Vlag van Armenië                         | 1:2          | 24 augustus 1990  |
|       | Azerbeidzjan                 |      | Vlag van Azerbeidzjan                    | 1:2          | 5 februari 1990   |
|       | Bahrein                      |      | Vlag van Bahrein                         | 3:5          | 14 februari 2002  |
|       | Bangladesh                   |      | Vlag van Bangladesh                      | 3:5          | 17 januari 1972   |
|       | Bhutan                       |      | Vlag van Bhutan                          | 2:3          | 1969              |
|       | Brunei                       |      | Vlag van Brunei                          | 1:2          | 29 september 1959 |
|       | Cambodja                     |      | Vlag van Cambodja                        | 2:3          | 24 september 1993 |
|       | Volksrepubliek China         |      | Vlag van de Volksrepubliek China         | 2:3          | 1 oktober 1949    |
|       | Cyprus                       |      | Vlag van Cyprus                          | 2:3          | 16 augustus 1960  |
|       | Egypte                       |      | Vlag van Egypte                          | 2:3          | 4 oktober 1984    |
|       | Filipijnen                   |      | Vlag van de Filipijnen                   | 1:2          | 21 januari 1899   |
|       | Georgië                      |      | Vlag van Georgië                         | 2:3          | 14 januari 2004   |
|       | India                        |      | Vlag van India                           | 2:3          | 22 juli 1947      |
|       | Indonesië                    |      | Vlag van Indonesië                       | 2:3          | 17 augustus 1945  |
|       | Irak                         |      | Vlag van Irak                            | 2:3          | 22 januari 2008   |
|       | Iran                         |      | Vlag van Iran                            | 4:7          | 29 juli 1980      |
|       | Israël                       |      | Vlag van Israël                          | 8:11         | 28 oktober 1948   |
|       | Japan                        |      | Vlag van Japan                           | 2:3          | 27 januari 1870   |
|       | Jemen                        |      | Vlag van Jemen                           | 2:3          | 22 mei 1990       |
|       | Jordanië                     |      | Vlag van Jordanië                        | 1:2          | 16 april 1928     |
|       | Kazachstan                   |      | Vlag van Kazachstan                      | 1:2          | 4 juni 1992       |
|       | Kirgizië                     |      | Vlag van Kirgizië                        | 3:5          | 3 maart 1992      |
|       | Koeweit                      |      | Vlag van Koeweit                         | 1:2          | 7 september 1961  |
|       | Laos                         |      | Vlag van Laos                            | 2:3          | 2 december 1975   |
|       | Libanon                      |      | Vlag van Libanon                         | 2:3          | 7 december 1943   |
|       | Malediven                    |      | Vlag van de Malediven                    | 2:3          | 25 juli 1965      |
|       | Maleisië                     |      | Vlag van Maleisië                        | 1:2          | 16 september 1963 |
|       | Mongolië                     |      | Vlag van Mongolië                        | 1:2          | 12 februari 1992  |
|       | Myanmar                      |      | Vlag van Myanmar                         | 2:3          | 21 oktober 2010   |
|       | Nepal                        |      | Vlag van Nepal                           | 1:1.21901033 | 16 december 1962  |
|       | Noord-Korea                  |      | Vlag van Noord-Korea                     | 1:2          | 8 september 1948  |
|       | Oezbekistan                  |      | Vlag van Oezbekistan                     | 1:2          | 18 november 1991  |
|       | Oman                         |      | Vlag van Oman                            | 1:2          | 1995              |
|       | Oost-Timor                   |      | Vlag van Oost-Timor                      | 1:2          | 20 mei 2002       |
|       | Pakistan                     |      | Vlag van Pakistan                        | 2:3          | 11 augustus 1947  |
|       | Palestina                    |      | Vlag van Palestina                       | 1:2          | 28 mei 1964       |
|       | Qatar                        |      | Vlag van Qatar                           | 11:28        | 3 september 1971  |
|       | Rusland                      |      | Vlag van Rusland                         | 2:3          | 11 december 1993  |
|       | Saoedi-Arabië                |      | Vlag van Saoedi-Arabië                   | 2:3          | 15 maart 1973     |
|       | Singapore                    |      | Vlag van Singapore                       | 2:3          | 3 december 1959   |
|       | Sri Lanka                    |      | Vlag van Sri Lanka                       | 1:2          | 17 december 1978  |
|       | Syrië                        |      | Vlag van Syrië                           | 2:3          | 8 december 2024   |
|       | Tadzjikistan                 |      | Vlag van Tadzjikistan                    | 1:2          | 24 november 1992  |
|       | Thailand                     |      | Vlag van Thailand                        | 2:3          | 28 september 1917 |
|       | Turkije                      |      | Vlag van Turkije                         | 2:3          | 29 mei 1936       |
|       | Turkmenistan                 |      | Vlag van Turkmenistan                    | 2:3          | 24 januari 2001   |
|       | Verenigde Arabische Emiraten |      | Vlag van de Verenigde Arabische Emiraten | 1:2          | 2 december 1971   |
|       | Vietnam                      |      | Vlag van Vietnam                         | 2:3          | 30 november 1955  |
|       | Zuid-Korea                   |      | Vlag van Zuid-Korea                      | 2:3          | 15 augustus 1948  |

### Vlaggen van afhankelijke gebieden
| Kaart | Land                            | Vlag | Artikel over de vlag | Ratio | Ingebruikname    |
| ----- | ------------------------------- | ---- | -------------------- | ----- | ---------------- |
|       | Hongkong (Volksrepubliek China) |      | Vlag van Hongkong    | 2:3   | 1 juli 1997      |
|       | Macau (Volksrepubliek China)    |      | Vlag van Macau       | 2:3   | 20 december 1999 |

## Vlaggen van niet-erkende staten
| Kaart | Land                          | Vlag | Artikel over de vlag                      | Ratio | Ingebruikname |
| ----- | ----------------------------- | ---- | ----------------------------------------- | ----- | ------------- |
|       | Abchazië                      |      | Vlag van Abchazië                         | 1:2   | 23 juli 1992  |
|       | Taiwan (Republiek China)      |      | Vlag van de Republiek China               | 2:3   | 1949          |
|       | Turkse Republiek Noord-Cyprus |      | Vlag van de Turkse Republiek Noord-Cyprus | 2:3   | 7 maart 1984  |
|       | Zuid-Ossetië                  |      | Vlag van Zuid-Ossetië                     | 1:2   | 30 maart 1992 |

## Vlaggen van historische staten
- Emiraat Afghanistan - zie het artikel: Vlag van Afghanistan
- Koninkrijk Afghanistan - zie het artikel: Vlag van Afghanistan
- Koninkrijk Artsach - zie het artikel: Vlag van het Koninkrijk Artsach
- Koninkrijk Ayutthaya - zie het artikel: Vlag van Ayutthaya
- Republiek Batoemi - zie het artikel: Vlag van Adzjarië
- Beiyangregering - zie het artikel: Vlag van China
- Eerste Birmaanse koninkrijk - zie het artikel: Vlag van Birma
- Tweede Birmaanse koninkrijk - zie het artikel: Vlag van Birma
- Derde Birmaanse koninkrijk - zie het artikel: Vlag van Birma
- Volksrepubliek Boechara - zie het artikel: Vlag van Boechara
- Sultanaat van Delhi - zie het artikel: Vlag van Delhi
- Durrani-rijk - zie het artikel: Vlag van het Durrani-rijk
- Republiek Formosa - zie het artikel: Vlag van de Republiek China
- Democratische Republiek Georgië - zie het artikel: Vlag van Georgië
- Republiek Hatay - zie het artikel: Vlag van de Republiek Hatay
- Japans Keizerrijk - zie het artikel: Vlag van Japan
- Democratische Volksrepubliek Jemen - zie het artikel: Vlag van Jemen
- Democratische Republiek Jemen - zie het artikel: Vlag van Jemen
- Kalba - zie het artikel: Vlag van Sharjah
- Democratisch Kampuchea - zie het artikel: Vlag van Cambodja
- Volksrepubliek Kampuchea - zie het artikel: Vlag van Cambodja
- Coalitieregering van Democratisch Kampuchea - zie het artikel: Vlag van Cambodja
- Khmerrepubliek - zie het artikel: Vlag van Cambodja
- Koninkrijk Koerdistan - zie het artikel: Vlag van Koerdistan
- Koninkrijk Lanna - zie het artikel: Vlag van Lanna
- Lan Xang - zie het artikel: Vlag van Lan Xang
- Koninkrijk Luang Prabang - zie het artikel: Vlag van Luang Prabang
- Republiek Mahabad - zie het artikel: Vlag van Koerdistan
- Mantsjoekwo - zie het artikel: Vlag van Mantsjoekwo
- Mengjiang - zie het artikel: Vlag van Mengjiang
- Mesopotamië - zie het artikel: Vlag van Mesopotamië
- Mogolrijk - zie het artikel: Vlag van het Mogolrijk
- Volksrepubliek Mongolië - zie het artikel: Vlag van Mongolië
- Nationalistische regering (China) - zie het artikel: Vlag van de Republiek China
- Nederlands-Nieuw-Guinea - zie het artikel: Morgenster (vlag)
- Noord-Vietnam - zie het artikel: Vlag van Vietnam
- Okinawa - zie het artikel: Vlag van Okinawa
- Sultanaat Muscat en Oman - zie het artikel: Vlag van Oman
- Imamaat Oman - zie het artikel: Vlag van Oman
- Oost-Pakistan - zie het artikel: Vlag van Pakistan
- Eerste Oost-Turkestaanse Republiek - zie het artikel: Vlag van Oost-Turkestan
- Tweede Oost-Turkestaanse Republiek - zie het artikel: Vlag van Oost-Turkestan
- Ottomaanse Rijk - zie het artikel: Vlag van het Ottomaanse Rijk
- Pagan - zie het artikel: Vlag van Pagan
- Koninkrijk Pattani - zie het artikel: Vlag van het Koninkrijk Pattani
- Perzische Rijk - zie het artikel: Vlag van het Perzische Rijk
- Qing-dynastie - zie het artikel: Vlag van China
- Republiek Zuid-Vietnam - zie het artikel: Vlag van Vietnam
- Koninkrijk Riukiu - zie het artikel: Vlag van Japan
- Sharjah - zie het artikel: Vlag van Sharjah
- Koninkrijk Sikkim - zie het artikel: Vlag van Sikkim
- Siam - zie het artikel: Vlag van Thailand
- Koninkrijk Sukhothai - zie het artikel: Vlag van Sukhothai
- Tibet - zie het artikel: Vlag van Tibet
- Volksrepubliek Toeva - zie het artikel: Vlag van Toeva
- Graafschap Tripoli - zie het artikel: Vlag van het graafschap Tripoli
- Văn Lang - zie het artikel: Vlag van Văn Lang
- Verdragsstaten - zie het artikel: Vlag van de Verenigde Arabische Emiraten
- Verenigde Arabische Republiek - zie het artikel: Vlag van Syrië
- Verre-Oostelijke Republiek - zie het artikel: Vlag van de Verre-Oostelijke Republiek
- Koninkrijk Vientiane - zie het artikel: Vlag van het Koninkrijk Vientiane
- Koninkrijk Xhieng Khuang - zie het artikel: Vlag van Xhieng Khuang
- Republiek der Zuid-Molukken - zie het artikel: Vlag van de Republiek der Zuid-Molukken
- Zuid-Vietnam - zie het artikel: Vlag van Vietnam
- Voorlopige Nationale Regering van de Zuidwestelijke Kaukausus - zie het artikel: Vlag van Adzjarië

## Vlaggen van gebieden met separatistische of irredentistische bewegingen

Vlag van Altaj
Vlag van Arakan
Vlag van Arunachal Pradesh
Vlag van Assam
Vlag van Assyrië
Vlag van Atjeh
Vlag van Badachsjan
Vlag van Bangsamoro
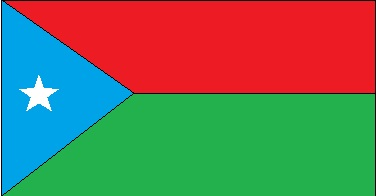
Vlag van Beloetsjistan
Vlag van Binnen-Mongolië
Vlag van Bodoland
Vlag van Boerjatië
Vlag van Chakassië
Vlag van Chin
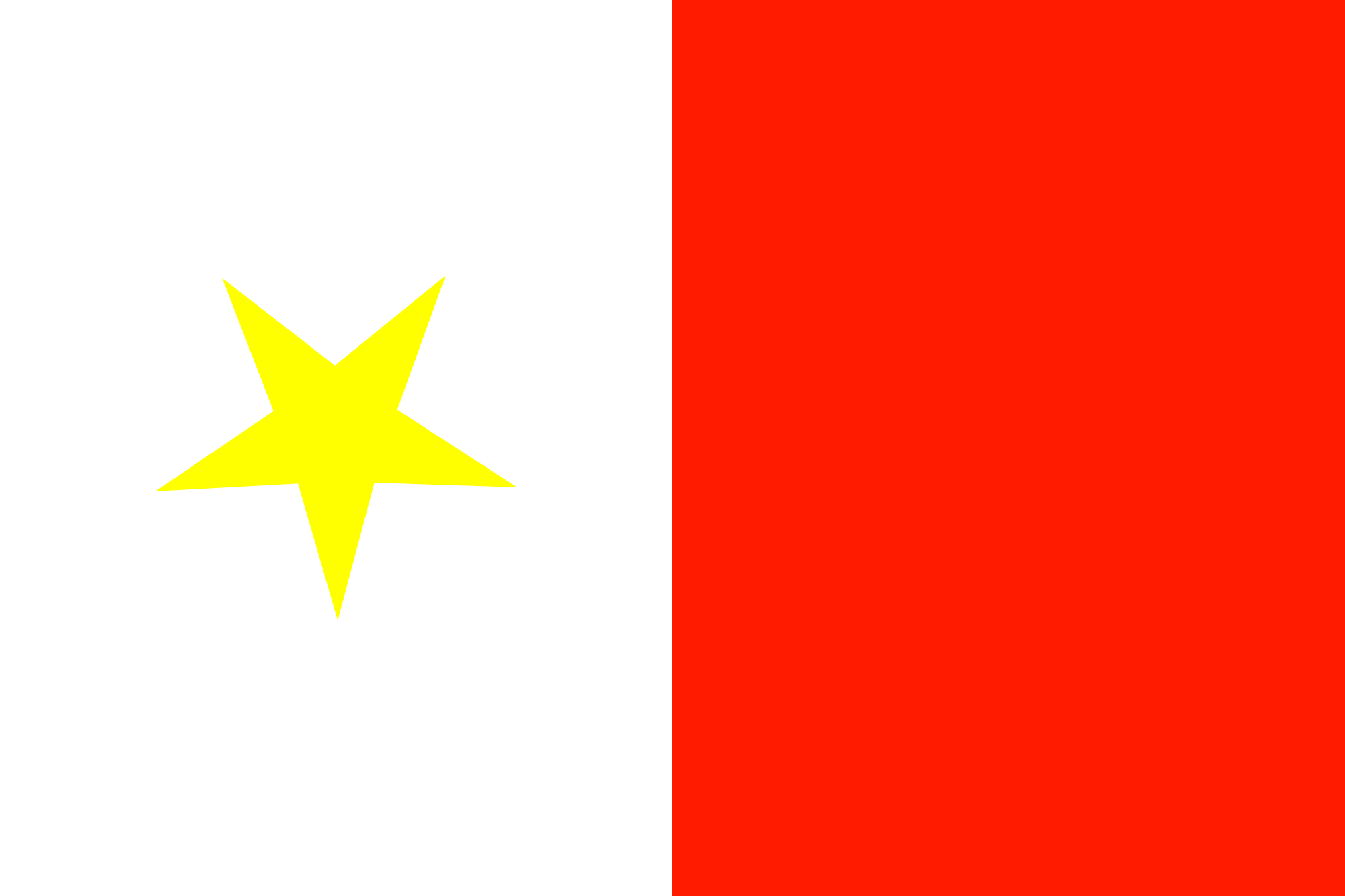
Vlag van Chittagong Hill Tracts
Vlag van Gilgit-Baltistan
Vlag van Gorno-Badachsjan
Vlag van Hatay
Vlag van Jakoetië
Vlag van Jammu en Kasjmir
Vlag van Kachinland
Vlag van Karen
Vlag van Khalistan
Vlag van Khuzestan
Vlag van Koerdistan
Vlag van Kukiland
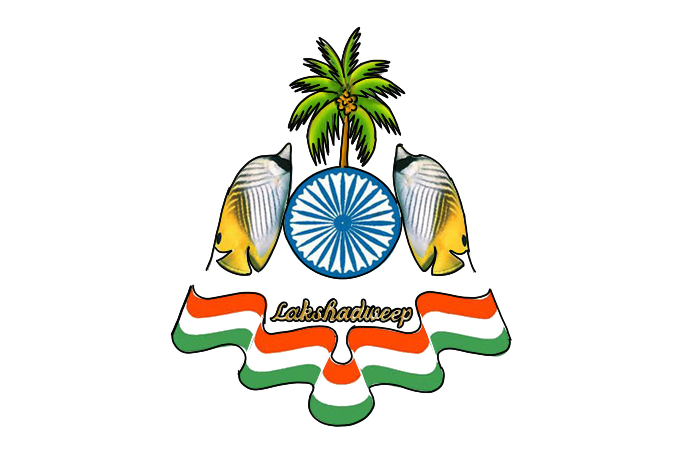
Vlag van de Laccadiven
Vlag van Manipur
Vlag van Mon
Vlag van Nagorno-Karabach
Vlag van Nagaland
Vlag van Oost-Turkestan
Vlag van Palestina
Vlag van Pattani
Vlag van Pathanistan
Vlag van de Riukiu-eilanden
Vlag van Shan
Vlag van Siberië
Vlag van Sindhudesh
Vlag van Tamil Eelam
Vlag van Tibet
Vlag van Toeva
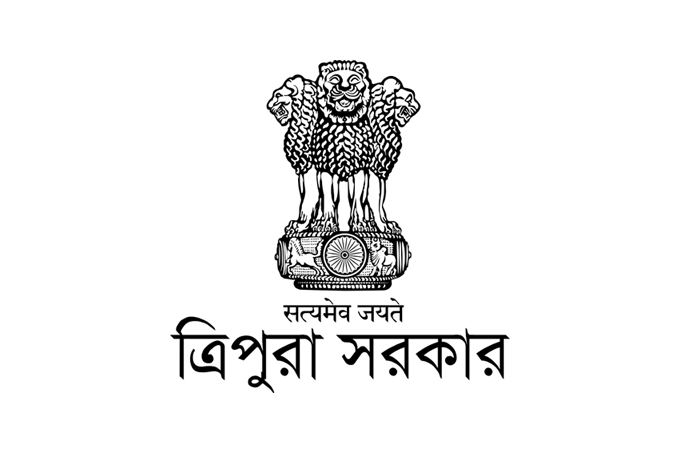
Vlag van Tripura
Vlag van Turkmeneli
Vlag van de West-Papoea
Vlag van Zomi
Vlag van Zuid-Jemen
Vlag van Zuid-Molukken

## Vlaggen van hoofdsteden

Vlag van Kabul (Afghanistan)
Vlag van Jerevan (Armenië)
Vlag van Bakoe (Azerbeidzjan)
Vlag van Manama (Bahrein)
Vlag van Dhaka (Bangladesh)
Vlag van Thimphu (Bhutan)
Vlag van Bandar Seri Begawan (Brunei)
Vlag van Phnom Penh (Cambodja)
Vlag van Peking (China)
Vlag van Nicosia (Cyprus)
Vlag van Caïro (Egypte)
Vlag van Manilla (Filipijnen)
Vlag van Tbilisi (Georgië)
Vlag van New Delhi (India)
Vlag van Jakarta (Indonesië)
Vlag van Bagdad (Irak)
Vlag van Teheran (Iran)
Vlag van Jeruzalem (Israël)
Vlag van Tokio (Japan)
Vlag van Sanaa (Jemen)
Vlag van Amman (Jordanië)
Vlag van Astana (Kazachstan)
Vlag van Bisjkek (Kirgizië)
Vlag van Koeweit (Koeweit)
Vlag van Vientiane (Laos)
Vlag van Beiroet (Libanon)
Vlag van Malé (Malediven)
Vlag van Kuala Lumpur (Maleisië)
Vlag van Ulaanbaatar (Mongolië)
Vlag van Naypyidaw (Myanmar)
Vlag van Kathmandu (Nepal)
Vlag van Pyongyang (Noord-Korea)
Vlag van Tasjkent (Oezbekistan)
Vlag van Muscat (Oman)
Vlag van Dili (Oost-Timor)
Vlag van Islamabad (Pakistan)
Vlag van Ramallah (Palestina, de facto)
Vlag van Oost-Jeruzalem (Palestina, geclaimd)
Vlag van Doha (Qatar)
Vlag van Moskou (Rusland)
Vlag van Riyad (Saoedi-Arabië)
Vlag van Singapore (Singapore)
Vlag van Sri Jayewardenapura Kotte (Sri Lanka)
Vlag van Damascus (Syrië)
Vlag van Doesjanbe (Tadzjikistan)
Vlag van Taipei (Taiwan, de facto)
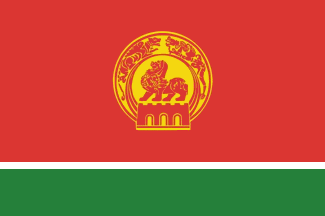
Vlag van Nanjing (Taiwan, geclaimd)
Vlag van Bangkok (Thailand)
Vlag van Ankara (Turkije)
Vlag van Asjchabad (Turkmenistan)
Vlag van Abu Dhabi (Verenigde Arabische Emiraten)
Vlag van Hanoi (Vietnam)
Vlag van Seoel (Zuid-Korea)

## Vlaggenlijsten per land
| Land                         | Lijst                                                 | Deelgebieden                                                           | Gemeenten                                                           |
| ---------------------------- | ----------------------------------------------------- | ---------------------------------------------------------------------- | ------------------------------------------------------------------- |
| Afghanistan                  | Lijst van vlaggen van Afghanistan                     | Lijst van vlaggen van Afghaanse deelgebieden                           | Lijst van vlaggen van Afghaanse gemeenten                           |
| Armenië                      | Lijst van vlaggen van Armenië                         | Lijst van vlaggen van Armeense deelgebieden                            | Lijst van vlaggen van Armeense gemeenten                            |
| Azerbeidzjan                 | Lijst van vlaggen van Azerbeidzjan                    | Lijst van vlaggen van Azerbeidzjaanse deelgebieden                     | Lijst van vlaggen van Azerbeidzjaanse gemeenten                     |
| Bahrein                      | Lijst van vlaggen van Bahrein                         | Lijst van vlaggen van Bahreinse deelgebieden                           | Lijst van vlaggen van Bahreinse gemeenten                           |
| Bangladesh                   | Lijst van vlaggen van Bangladesh                      | Lijst van vlaggen van Bengaalse deelgebieden                           | Lijst van vlaggen van Bengaalse gemeenten                           |
| Bhutan                       | Lijst van vlaggen van Bhutan                          | Lijst van vlaggen van Bhutaanse deelgebieden                           | Lijst van vlaggen van Bhutaanse gemeenten                           |
| Brunei                       | Lijst van vlaggen van Brunei                          | Lijst van vlaggen van Bruneise deelgebieden                            | Lijst van vlaggen van Bruneise gemeenten                            |
| Cambodja                     | Lijst van vlaggen van Cambodja                        | Lijst van vlaggen van Cambodjaanse deelgebieden                        | Lijst van vlaggen van Cambodjaanse gemeenten                        |
| China                        | Lijst van vlaggen van China                           | Lijst van vlaggen van Chinese deelgebieden                             | Lijst van vlaggen van Chinese gemeenten                             |
| Cyprus                       | Lijst van vlaggen van Cyprus                          | Lijst van vlaggen van Cypriotische deelgebieden                        | Lijst van vlaggen van Cypriotische gemeenten                        |
| Egypte                       | Lijst van vlaggen van Egypte                          | Lijst van vlaggen van Egyptische deelgebieden                          | Lijst van vlaggen van Egyptische gemeenten                          |
| Filipijnen                   | Lijst van vlaggen van de Filipijnen                   | Lijst van vlaggen van Filipijnse deelgebieden                          | Lijst van vlaggen van Filipijnse gemeenten                          |
| Georgië                      | Lijst van vlaggen van Georgië                         | Lijst van vlaggen van Georgische deelgebieden                          | Lijst van vlaggen van Georgische gemeenten                          |
| India                        | Lijst van vlaggen van India                           | Lijst van vlaggen van Indiase deelgebieden                             | Lijst van vlaggen van Indiase gemeenten                             |
| Indonesië                    | Lijst van vlaggen van Indonesië                       | Lijst van vlaggen van Indonesische deelgebieden                        | Lijst van vlaggen van Indonesische gemeenten                        |
| Irak                         | Lijst van vlaggen van Irak                            | Lijst van vlaggen van Iraakse deelgebieden                             | Lijst van vlaggen van Iraakse gemeenten                             |
| Iran                         | Lijst van vlaggen van Iran                            | Lijst van vlaggen van Iraanse deelgebieden                             | Lijst van vlaggen van Iraanse gemeenten                             |
| Israël                       | Lijst van vlaggen van Israël                          | Lijst van vlaggen van Israëlische deelgebieden                         | Lijst van vlaggen van Israëlische gemeenten                         |
| Japan                        | Lijst van vlaggen van Japan                           | Lijst van vlaggen van Japanse prefecturen                              | Lijst van vlaggen van Japanse gemeenten                             |
| Jemen                        | Lijst van vlaggen van Jemen                           | Lijst van vlaggen van Jemenitische deelgebieden                        | Lijst van vlaggen van Jemenitische gemeenten                        |
| Jordanië                     | Lijst van vlaggen van Jordanië                        | Lijst van vlaggen van Jordanische deelgebieden                         | Lijst van vlaggen van Jordanische gemeenten                         |
| Kazachstan                   | Lijst van vlaggen van Kazachstan                      | Lijst van vlaggen van Kazachse deelgebieden                            | Lijst van vlaggen van Kazachse gemeenten                            |
| Kirgizië                     | Lijst van vlaggen van Kirgizië                        | Lijst van vlaggen van Kirgizische deelgebieden                         | Lijst van vlaggen van Kirgizische gemeenten                         |
| Koeweit                      | Lijst van vlaggen van Koeweit                         | Lijst van vlaggen van Koeweitse deelgebieden                           | Lijst van vlaggen van Koeweitse gemeenten                           |
| Laos                         | Lijst van vlaggen van Laos                            | Lijst van vlaggen van Laotiaanse deelgebieden                          | Lijst van vlaggen van Laotiaanse gemeenten                          |
| Libanon                      | Lijst van vlaggen van Libanon                         | Lijst van vlaggen van Libanese deelgebieden                            | Lijst van vlaggen van Libanese gemeenten                            |
| Malediven                    | Lijst van vlaggen van de Malediven                    | Lijst van vlaggen van Maldivische deelgebieden                         | Lijst van vlaggen van Maldivische gemeenten                         |
| Maleisië                     | Lijst van vlaggen van Maleisië                        | Lijst van vlaggen van Maleisische deelgebieden                         | Lijst van vlaggen van Maleisische gemeenten                         |
| Mongolië                     | Lijst van vlaggen van Mongolië                        | Lijst van vlaggen van Mongoolse deelgebieden                           | Lijst van vlaggen van Mongoolse gemeenten                           |
| Myanmar                      | Lijst van vlaggen van Myanmar                         | Lijst van vlaggen van Myanmarese deelgebieden                          | Lijst van vlaggen van Myanmarese gemeenten                          |
| Nepal                        | Lijst van vlaggen van Nepal                           | Lijst van vlaggen van Nepalese deelgebieden                            | Lijst van vlaggen van Nepalese gemeenten                            |
| Noord-Korea                  | Lijst van vlaggen van Noord-Korea                     | Lijst van vlaggen van Noord-Koreaanse deelgebieden                     | Lijst van vlaggen van Noord-Koreaanse gemeenten                     |
| Oezbekistan                  | Lijst van vlaggen van Oezbekistan                     | Lijst van vlaggen van Oezbeekse deelgebieden                           | Lijst van vlaggen van Oezbeekse gemeenten                           |
| Oman                         | Lijst van vlaggen van Oman                            | Lijst van vlaggen van Omaanse deelgebieden                             | Lijst van vlaggen van Omaanse gemeenten                             |
| Oost-Timor                   | Lijst van vlaggen van Oost-Timor                      | Lijst van vlaggen van Oost-Timorese deelgebieden                       | Lijst van vlaggen van Oost-Timorese gemeenten                       |
| Pakistan                     | Lijst van vlaggen van Pakistan                        | Lijst van vlaggen van Pakistaanse deelgebieden                         | Lijst van vlaggen van Pakistaanse gemeenten                         |
| Palestina                    | Lijst van vlaggen van Palestina                       | Lijst van vlaggen van Palestijnse deelgebieden                         | Lijst van vlaggen van Palestijnse gemeenten                         |
| Qatar                        | Lijst van vlaggen van Qatar                           | Lijst van vlaggen van Qatarese deelgebieden                            | Lijst van vlaggen van Qatarese gemeenten                            |
| Rusland                      | Lijst van vlaggen van Rusland                         | Lijst van vlaggen van Russische deelgebieden                           | Lijst van vlaggen van Russische gemeenten                           |
| Saoedi-Arabië                | Lijst van vlaggen van Saoedi-Arabië                   | Lijst van vlaggen van Saoedi-Arabische deelgebieden                    | Lijst van vlaggen van Saoedi-Arabische gemeenten                    |
| Singapore                    | Lijst van vlaggen van Singapore                       | Lijst van vlaggen van Singaporese deelgebieden                         | Lijst van vlaggen van Singaporese gemeenten                         |
| Sri Lanka                    | Lijst van vlaggen van Sri Lanka                       | Lijst van vlaggen van Sri Lankaanse deelgebieden                       | Lijst van vlaggen van Sri Lankaanse gemeenten                       |
| Syrië                        | Lijst van vlaggen van Syrië                           | Lijst van vlaggen van Syrische deelgebieden                            | Lijst van vlaggen van Syrische gemeenten                            |
| Tadzjikistan                 | Lijst van vlaggen van Tadzjikistan                    | Lijst van vlaggen van Tadzjiekse deelgebieden                          | Lijst van vlaggen van Tadzjiekse gemeenten                          |
| Thailand                     | Lijst van vlaggen van Thailand                        | Lijst van vlaggen van Thaise deelgebieden                              | Lijst van vlaggen van Thaise gemeenten                              |
| Turkije                      | Lijst van vlaggen van Turkije                         | Lijst van vlaggen van Turkse deelgebieden                              | Lijst van vlaggen van Turkse gemeenten                              |
| Turkmenistan                 | Lijst van vlaggen van Turkmenistan                    | Lijst van vlaggen van Turkmeense deelgebieden                          | Lijst van vlaggen van Turkmeense gemeenten                          |
| Verenigde Arabische Emiraten | Lijst van vlaggen van de Verenigde Arabische Emiraten | Lijst van vlaggen van deelgebieden van de Verenigde Arabische Emiraten | Lijst van vlaggen van gemeenten van de Verenigde Arabische Emiraten |
| Vietnam                      | Lijst van vlaggen van Vietnam                         | Lijst van vlaggen van Vietnamese deelgebieden                          | Lijst van vlaggen van Vietnamese gemeenten                          |
| Zuid-Korea                   | Lijst van vlaggen van Zuid-Korea                      | Lijst van vlaggen van Zuid-Koreaanse deelgebieden                      | Lijst van vlaggen van Zuid-Koreaanse gemeenten                      |

Lijst van vlaggen van Azië
Afghanistan · Armenië · Azerbeidzjan · Bahrein · Bangladesh · Bhutan · Brunei · Cambodja · China: Volksrepubliek / Republiek (Taiwan) · Cyprus · Filipijnen · Georgië · India · Indonesië · Irak · Iran · Israël · Japan · Jemen · Jordanië · Kazachstan · Kirgizië · Koeweit · Laos · Libanon · Maleisië · Malediven · Mongolië · Myanmar · Nepal · Noord-Korea · Oezbekistan · Oman · Oost-Timor · Pakistan · Palestina · Qatar · Rusland · Saoedi-Arabië · Singapore · Sri Lanka · Syrië · Tadzjikistan · Thailand · Turkmenistan · Turkije · Verenigde Arabische Emiraten · Vietnam · Zuid-Korea
Afhankelijke gebieden: Hongkong · Macau